# Купа на Професионалната футболна лига 1996/97
Третият пореден и оказал се последен турнир за Купата на Професионалната футболна лига е проведен през сезон 1996/97. Участват отборите от А и Б група, с изключение на влезлите от В група Черноморец (Бургас) и Автотрейд (Аксаково). Отборите могат да използват в мачовете само до трима футболисти с аматьорски статут. При равенство в мачовете следват продължения, в които важи правилото за „златния гол“. Носителят на Купата на ПФЛ добива правото да участва в турнира „УЕФА Интертото“, ако отговаря по условията за участие.
Регламентът предвижда турнирът да протече в четири етапа. Първият (1/16 финали) се състои в два кръга на разменено гостуване. Във втория етап (групова фаза) участват само победителите от шестнайсетте срещи, които чрез жребий се разпределят в четири групи по четири отбора. 
Само първенците в групите продължават напред в борбата за трофея в третия етап (полуфинали). Играят в две срещи на разменено гостуване победителят от първа група срещу победителят в трета група, съответно победителят във втора група срещу победителят в четвърта група. 
В четвъртия етап победителите в полуфиналите играят финал, а победените отбори отпадат от турнира. По предварителен регламент финалната среща е насрочена за 21 май 1996 г. на Националния стадион „Васил Левски“.

## Първи етап (Първи и втори кръг)
Жребият е дирижиран, като отборите са разпределени в урните така, че да се паднат отбор от А група срещу отбор от Б група.
| 3 септември 1996 г., вторник, 18:00 часа, реванши на 2 октомври, сряда, 17:00 часа     |           |                       |                                                          |
| Пирин (Благоевград)                                                                    | 3:0 сл.   | Раковски (Русе)       | Гостите не се явяват в Благоевград и отпадат от турнира. |
| Септември (София)                                                                      | 0:0 и 1:2 | Спартак (Плевен)      |                                                          |
| Първа атомна (Козлодуй)                                                                | 1:2 и 1:5 | Ботев (Пловдив)       |                                                          |
| Литекс (Ловеч)                                                                         | 3:0 и 1:3 | Славия (София)        |                                                          |
| Локомотив (Горна Оряховица)                                                            | 2:2 и 1:3 | Етър (Велико Търново) |                                                          |
| Локомотив (Русе)                                                                       | 3:2 и 0:2 | Спартак (Варна)       |                                                          |
| Монтана                                                                                | 0:0 и 3:0 | Спартак (Пловдив)     |                                                          |
| Локомотив (София)                                                                      | 3:2 и 1:1 | Хебър (Пазарджик)     |                                                          |
| Хасково                                                                                | 2:1 и 0:2 | Левски (София)        |                                                          |
| Левски (Кюстендил)                                                                     | 1:1 и 1:2 | Металург (Перник)     |                                                          |
| Миньор (Перник)                                                                        | 3:1 и 1:2 | Чардафон (Габрово)    |                                                          |
| Чирпан                                                                                 | 0:3 и 1:2 | Нефтохимик (Бургас)   |                                                          |
| Черно море (Варна)                                                                     | 0:2 и 1:7 | Марица (Пловдив)      |                                                          |
| Добруджа (Добрич)                                                                      | 3:2 и 1:2 | Олимпик (Галата)      |                                                          |
| Шумен                                                                                  | 0:2 и 1:3 | ЦСКА (София)          |                                                          |
| 3 септември 1996 г., вторник, 18:00 часа, реванши на 4 октомври, четвъртък, 17:00 часа |           |                       |                                                          |
| Локомотив (Пловдив)                                                                    | 1:2 и 1:2 | Академик (София)      |                                                          |